# Chicago Women’s Open
Chicago Women’s Open – kobiecy turniej WTA 250 zaliczany do cyklu WTA Tour, rozgrywany na kortach twardych w amerykańskim Chicago w sezonie 2021.

## Mecze finałowe

### Gra pojedyncza kobiet
| Rok  | Zwyciężczyni    | Finalistka   | Wynik    |
| 2021 | Elina Switolina | Alizé Cornet | 7:5, 6:4 |

### Gra podwójna kobiet
| Rok  | Zwyciężczynie                | Finalistki                       | Wynik             |
| 2021 | Nadija Kiczenok Raluca Olaru | Ludmyła Kiczenok Makoto Ninomiya | 7:6(6), 5:7, 10–8 |